# Distrito de Pilchaca
El Distrito peruano de Pilchaca es uno de los diecinueve distritos de la Provincia de Huancavelica, ubicada en el Departamento de Huancavelica, bajo la administración del Gobierno Regional de Huancavelica, en la zona de los andes centrales del Perú.  Limita por el norte con la Provincia de Tayacaja; por el oeste con los distritos de Moya y Cuenca; por el este con el Distrito de Cuenca; y, por el sur con los distritos de Cuenca y Moya.
Desde el punto de vista jerárquico de la Iglesia católica, forma parte de la Diócesis de Huancavelica.

## Historia
Pilchaca es un distrito de la ciudad de Huancavelica que fue fundada el 4 de agosto de 1570 por el virrey Francisco de Toledo, recibió el nombre de Villarrica de Oropesa.
El distrito fue creado mediante Ley N° 231 del 16 de agosto de 1920, en el gobierno del Presidente Augusto Leguía.

## Capital
Pilchaca es una localidad peruana, en la Provincia de Huancavelica, situada a 3 584 m de altitud, en la falda norte del cerro Huamanrazo (5 278 m) a 126 km del distrito de Huancavelica. Los ríos Pachachaca y Ichu recorren el término municipal antes de unirse al Mantaro. Coordenadas Longitud oeste: 75° 04' 58(O) Latitud sur: 12° 23' 55(S). Ubigeo: 090113.
Posee cuatro centros educativos de nivel primario y uno de nivel secundario.

### Anexos
Comunidad Campesina de 310 familias. Creada por RS N°244 del 12 de julio de 1965.

## Economía
La ganadería es la actividad que permite a los pobladores cubrir los gastos de la familia. esta actividad se realiza de manera tradicional. Las especies de cría más importantes son los ovinos, alpacas, vacunos, cuyes, aves y conejos; asimismo se practica la crianza mixta de animales mayores y menores.

## Autoridades

### Municipales
- 2023 - 2026
  - Alcalde: Paul Mahuriño Huanay Mantari, Movimiento Independiente Trabajando Para Todos (MITT)
  - Regidores: Sonia Salazar Rojas (MITT), Fidencio Huaroc Lolo (MITT), Viviana Poma Mantari (MITT), Kevin Ramos Rudas (MITT), Wilder Aguilar Pariona (MRA).

- 2015 - 2018
  - Alcalde: Miguel Bruno Huaroc Curi, Movimiento independiente Regional AYLLU.
- 2011 - 2014[2]
  - Alcalde: Isidoro Martín Rojas Curiñaupa, Movimiento independiente Trabajando Para Todos (TPT).
  - Regidores: Joaquín Germán Huaroc Lolo (TPT), Magna Antonia Camac Huaroc (TPT), Paulino Aurelio Pobis Huaroc (TPT), Yessica Miriam Antezana Yauriman (TPT), Renee Dora Mendoza Mantari (Ayni).[3]
- 2007 - 2010
  - Alcalde: Rubén Francisco Matos Díaz, Proyecto Integracionista de Comunidades Organizadas.

### Policiales
- Comisario:  PNP.

### Religiosas
- Diócesis de Huancavelica[4]
  - Obispo de Huancavelica: Monseñor Isidro Barrio Barrio.[5]
- Parroquia
  - Párroco: Pbro.  .

## Festividades
- 16 de julio: Virgen del Carmen
- 25 de diciembre: Navidad

## Atractivos turísticos.
- Declaran Patrimonio Cultural de la Nación al Sitio Arqueológico Willkaymarca ubicado en el distrito Pilchaca, provincia y departamento de Huancavelica RESOLUCIÓN VICEMINISTERIAL N° 000209-2021-VMPCIC/MC San Borja, 31 de agosto del 2021.

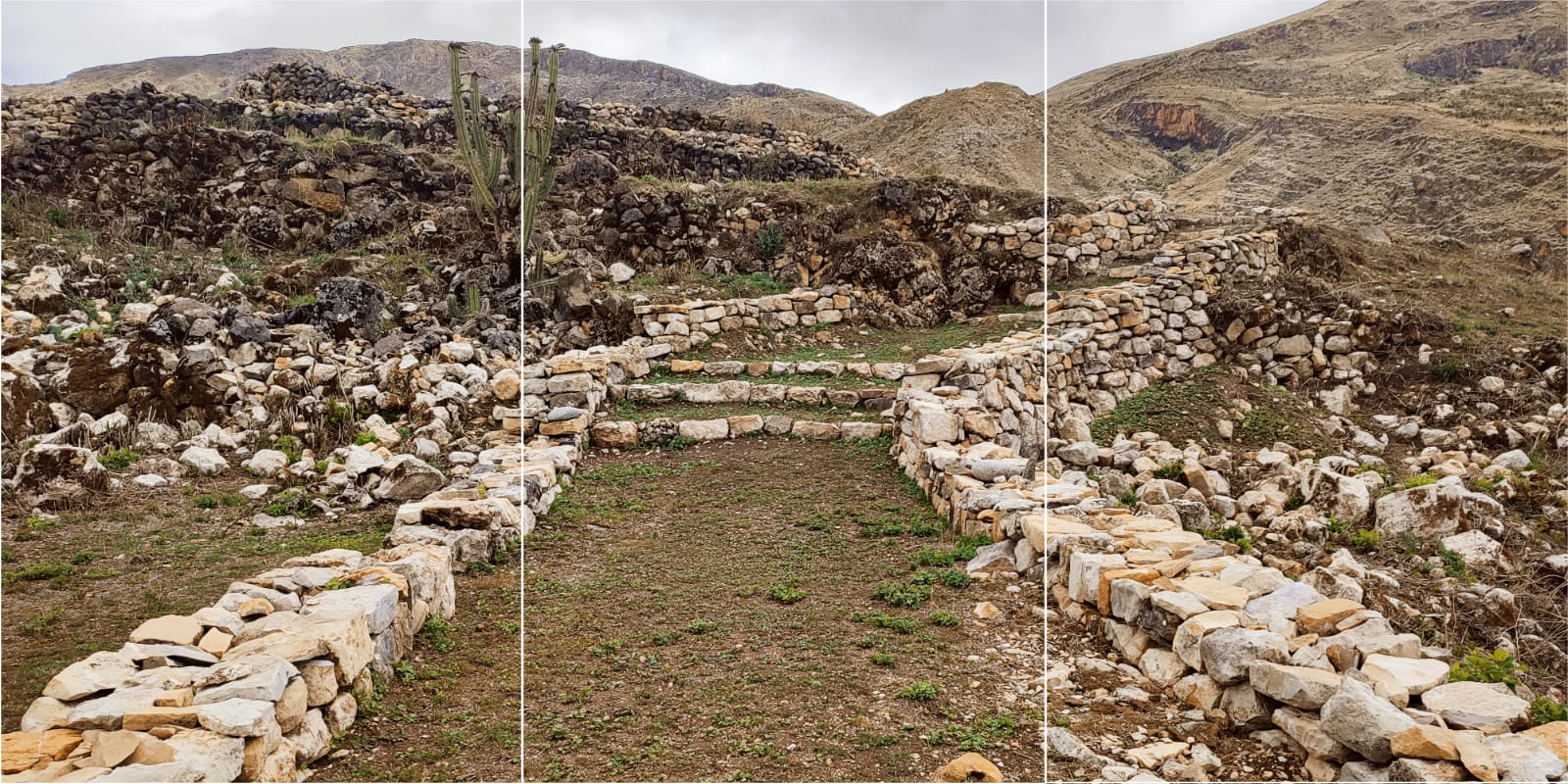
Willkaymarca